# Richard Peter Stanley
Richard Peter Stanley (Nova Iorque, 23 de junho de 1944) é um matemático estadunidense. É professor da cátedra Norman Levinson de matemática aplicada do Instituto de Tecnologia de Massachusetts em Cambridge (Massachusetts).
Obteve um Ph.D. na Universidade Harvard em 1971, orientado por Gian-Carlo Rota. É internacionalmente reconhecido como especialista no campo da combinatória e suas aplicações a uma variedade de outras disciplinas matemáticas.[carece de fontes?] É bem conhecido por seu livro em dois volumes Enumerative Combinatorics (1986–1999). Também escreveu Combinatorics and Commutative Algebra (1983) e mais de cem artigos científicos. Orientou mais de 45 alunos de doutorado, muitos dos quais com carreirar de destaque em pesquisa combinatória. Dentre suasas muitas distinções, é membro da Academia Nacional de Ciências dos Estados Unidos, eleito em 1995, Prêmio Leroy P. Steele de 2001, Prêmios Rolf Schock de 2003, e uma palestra plenária no Congresso Internacional de Matemáticos de 2006, em Madrid, Espanha.

## Obras
- Stanley, Richard P. (1996).  Combinatorics and Commutative Algebra, 2nd ed.  ISBN 0-8176-4369-9.
- Stanley, Richard P. (1997, 1999).  Enumerative Combinatorics, Volumes 1 and 2. Cambridge University Press.  ISBN 0-521-55309-1, 0-521-56069-1.